# Renato da Rocinha
Renato Baptista dos Santos, mais conhecido pelo nome Renato da Rocinha (Rio de Janeiro, 21 de setembro de 1978), é um cantor e compositor brasileiro de samba.

## Carreira
Renato é nascido e criado na comunidade da Rocinha, no Rio de Janeiro, e frequentou varias rodas de samba da cidade quando criança, ao lado de seu pai. Aos 16 anos, quando trabalhava como auxiliar em uma revendedora de veículos, fez um curso de radialismo, passando mais tarde a ajudar, como operador de áudio, o locutor da rádio comunitária da Rocinha, Avelino da Silva. Na rádio, ficou responsável pelo programa Papo de Samba, no qual entrevistou vários sambistas conhecidos no cenário carioca.
Foi locutor de rádio e voz oficial da escola de samba Acadêmicos da Rocinha por três anos. Em 2010, lançou seu primeiro CD, Qualquer Lugar, realizado na quadra da escola de samba G.R.E.S. Acadêmicos da Rocinha. No ano de 2015, sendo um cantor e compositor independente, lançou o CD Moleque Bom.
No ano de 2019, Renato lançou o álbum em homenagem aos seus 10 anos de carreira, Renato da Rocinha 10 Anos (Ao Vivo), que contou com seus principais sucessos e varias participações especiais, como Xande de Pilares, João Martins, Galocantô, Arlindinho, entre outros.

## Discografia
- 2010 - Qualquer Lugar
- 2015 - Moleque Bom
- 2019 - Renato da Rocinha 10 Anos (Ao Vivo)